# Ukrainski (Tijoretsk, Krasnodar)
Ukrainski (del ruso: Украинский) es un jútor del raión de Tijoretsk del krai de Krasnodar, en Rusia. Está situado en las llanuras de Kubán-Priazov, en la cabecera de un pequeño torrente que vierte sus aguas en el arroyo Sturnova, afluente por la derecha del Chelbas, 40 km al sudeste de Tijoretsk y 135 km al nordeste de Krasnodar, la capital del krai. Tenía 49 habitantes en 2010
Pertenece al municipio Yeremizino-Borísovskoye.